# Султан-Рустем
Султан-Рустем (*д/н — 1497) — 5-й султан держави Ак-Коюнлу в 1490—1497 роках. Повне ім'я Абул-Музаффар Султан-Рустем ібн Максуд.

## Біографія
Син Максуда та онук засновника держави Узун-Хасана. Народився у Тебрізі, проте дата народження достеменно невідома. У 1478 році після смерті Узун-Хасана його батько Максуд виступив проти нового султана і власного брата Султан-Халіла, де зазнав невдачі й був страчений. Султан-рустем деякий час переховувався. За правління наступного правителя Султан-Якуба повернувся до Тебріза.
У 1490 році став інтригувати проти чергового володаря Султан-Байсонкура. Зрештою у 1492 його підтримали тюркські племена порнеків та каджарів, що повалили Султан-Байсонкура. Невдовзі Султан-Рустем переміг прихильників останнього, який загинув у 1493 році.
У 1494 році виступив проти правителів Ардебіля — Сефевідів, що знову відновили свою потугу, завдавши поразки Ісмаїлу син шейха Гейдара. Останній вимушений був тікати. Протягом наступних років Султан-Рустем спокійно панував, не проводячи активної зовнішньої політики.
У 1497 році за підтримки османів проти Султан-Рустема виступив родич Ахмед Говде — він доволі швидко повалив султана, який втік до Грузії (куди саме невідомо: Картлі або Кахетія), де невдовзі загинув. Новим правителем Ак-Коюнлу став Султан Ахмед Говде.